# Hirschegg-Pack
Hirschegg-Pack est une municipalité depuis 2015 dans le district de Voitsberg en Styrie, en Autriche.
Elle a été créée dans le cadre de la réforme structurelle des municipalités de Styrie à la fin de 2014, par la fusion des communes de Hirschegg et de Pack.

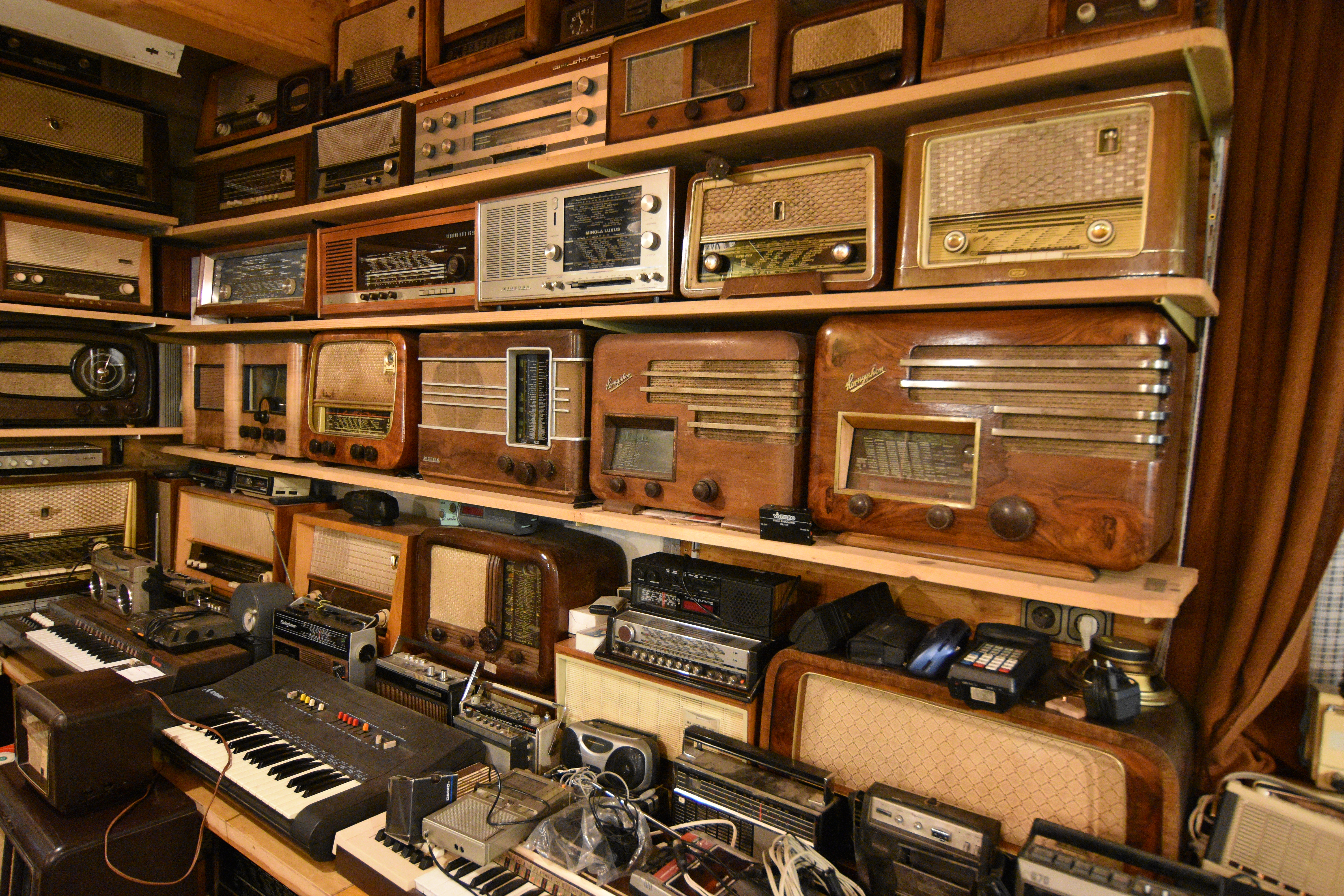
Le musée de la radio d'Hirschegg-Pack